# آل تاكر
آل تاكر (بالإنجليزية: Al Tucker)‏ مواليد 24 فبراير 1943 في دايتون - الوفاة 07 مايو 2001، كان لاعب كرة سلة أمريكي بدأ مسيرته الاحترافية في سنة 1967 وحمل الرقم 33 و23 و16 و35 و12. بلغ طوله 6 قدم 8 بوصة (2.0 م). مثّل منتخب بلاده. اعتزل اللعب في 1972.

## فرق لعب لها
- سكرامنتو كينغز
- شيكاغو بولز
- واشنطن ويزاردز

## روابط خارجية
- آل تاكر على موقع الاتحاد الدولي لكرة السلة (الإنجليزية)
- آل تاكر على موقع إن بي أي (الإنجليزية)
- آل تاكر على موقع سبورتس رفرنس (الإنجليزية)
- آل تاكر على موقع ريلجم (الإنجليزية)
- آل تاكر على موقع بروبوليرز (الإنجليزية)